# 弗爾克馬克特
弗爾克馬克特（德語：Völkermarkt，德語發音：[ˈfœlkɐmaʁkt] ⓘ）是奧地利克恩顿州的城市，位於該國南部，面積137.33平方公里，海拔高度462米，2012年人口11,109，其中九成居民信奉羅馬天主教。

## 外部連結
- 官方网站 （页面存档备份，存于） (德语)
- 图片